# SV Schwaig
Der SV Schwaig e. V. ist ein Sportverein aus Schwaig bei Nürnberg, dessen Volleyball-Männermannschaft in der 2. Bundesliga Süd vertreten ist.

## Vereinsgeschichte
Am ersten April 1933 gründeten Max Rummel, Johann Herbst, Fritz Lösel und Leonhard Stamminger, der zum Vorstand gewählt wurde, den SV Schwaig, der zunächst ein reiner Fußballverein war. Während des Zweiten Weltkriegs ruhte der Sportbetrieb. Am 2. November 1945 wurde Paul Schmidt Vorsitzender, außerdem wurde eine neue Vereinssatzung erstellt. Zwei Monate später wurde die Damengymnastikabteilung ins Leben gerufen. Im gleichen Jahr startete die Fußballmannschaft in der Bezirksoberliga. 1950 wurden das Sportheim und der Fußballplatz eingeweiht, die auf einem von Forstamt Nürnberg gepachteten Gelände an der Altdorfer Straße entstanden waren. Fünf Jahre danach richtete der SV Schwaig die deutschen Waldlaufmeisterschaften des DLV aus. 1957 kam die Schützenabteilung als neues Sportangebot hinzu.
Im Jahr des fünfundzwanzigjährigen Bestehens des Vereins entstand eine Leichtathletikabteilung. Weitere neue Sportarten wurden 1967 mit Volleyball, 1971 mit Tennis und 1972 mit Schwimmen eingegliedert. Im folgenden Jahr nahm die Tischtennisabteilung ihren Spielbetrieb auf, ein weiteres Jahr später kam eine Frauenhandballmannschaft hinzu, während die Männer erst 1977 mit dem Handballsport begannen. Ebenfalls 1977 wurde eine Karateabteilung gegründet und der Umzug vom Sportgelände an der Altdorfer Straße zum Mittelbügweg vollzogen. Hier standen dem SV drei Fußballfelder, 1 E-Jugend Platz sowie eine Dreifachsporthalle und eine Gastwirtschaft zur Verfügung. Zur Einweihung wurde der Fußballbundesligist Hertha BSC zu einem Freundschaftsspiel eingeladen, welches die Hauptstädter mit 8:1 gegen die Gastgeber gewannen. 1983, im Jahr des fünfzigjährigen Vereinsbestehen, kam es zur Gründung einer Wintersportabteilung, im neuen Jahrtausend kamen als neue Sparten Nordic Walking (2005) und Triathlon (2006) hinzu. 2013 gibt es Schwimmen, Leichtathletik und Handball nicht mehr im Sportangebot des mittelfränkischen Vereins, stattdessen ist inzwischen eine Aikido-Abteilung hinzugekommen.

## Volleyball
Am 16. November 1967 fand das erste offizielle Spiel der Männermannschaft des SV Schwaig in der Bezirksliga statt. 1975 gelang der Aufstieg in die Landesliga. In den folgenden Jahren entstand eine erfolgreiche männliche Jugendarbeit, so wurde der CEV-Pokalsieger und fünfundvierzigfache Nationalspieler Gabor Csontos im mittelfränkischen Sportclub ausgebildet. 1981 erreichte der SVS seine bereits dritte bayerische Meisterschaft der männlichen Jugend. Ein Jahr zuvor hatte der Verein das Länderspiel Deutschland gegen Kanada auf Initiative von Abteilungsvorstand Wolfgang Selle in der eigenen Halle ausgerichtet und die Männermannschaft stieg in die Bayernliga auf. 1986 gelang der Aufstieg in die Regionalliga und 1990 gewann der SV Schwaig zum ersten Mal den bayerischen Landespokal.
In der Saison 1991/92 gelangte der Club aus dem Nürnberger Land mit Trainer Hans-Jürgen Rutke zum ersten Mal in die zweite Volleyball-Bundesliga. Nach dem Abstieg 1994, dem Wiederaufstieg 1996 und dem erneuten Abstieg 1997 gab es 1999 einen weiteren Rückschlag: Der Verein musste in die Bayernliga zurück. Durch die Vizemeisterschaft im folgenden Spieljahr erlangte der SV Schwaig die Berechtigung, wieder in der damals dritthöchsten deutschen Liga mitzuspielen. 2005 erreichte der Sportverein zum dritten Mal in seiner Vereinsgeschichte die zweite Bundesliga und hielt diese Klasse fünf Jahre. Nach zwei weiteren Spielzeiten in der Regionalliga erkämpfte sich das Team 2012 einen Platz in der neugeschaffenen dritten Liga Ost. Hier belegte der SV punktgleich hinter dem TSV Herrsching den zweiten Tabellenplatz und stieg gemeinsam mit den Oberbayern auf in die zweite Liga Süd. In der ersten Saison in der zweithöchsten deutschen Spielklasse wurde Schwaig Siebter, im darauf folgenden Spieljahr verbesserte sich das Team um einen Rang.

### Bundesliga-Team
Der Kader des SV Schwaig bestand in der Spielzeit 2019/20 aus zehn Spielern.
Chefcoach des Teams ist seit der Saison 2018/19 ist Milan Maric, der den SV Schwaig bereits von 2009 bis 2010 trainiert hatte. Medizinisch betreut wird das Team vom Physiotherapeuten Alexander Launer.
| Nr. | Name               | Geburtsdatum  | Nation      | Größe | Position             |
| --- | ------------------ | ------------- | ----------- | ----- | -------------------- |
| 1   | Yannick Klement    | 13. Feb. 1992 | Deutschland | 1,93  | Außenangriff         |
| 2   | Conal McAinsh      | 12. Mai 1997  | Australien  | 2,02  | Mittelblock          |
| 6   | Max Bibrack        | 19. Juni 1999 | Deutschland | 1,94  | Außenangriff Annahme |
| 7   | Daniel Schmitt     | 18. Juni 1994 | Deutschland | 1,95  | Zuspiel              |
| 8   | Christian Schwabe  | 25. März 1988 | Deutschland | 1,96  | Außenangriff Annahme |
| 9   | Florian Tafelmayer | 3. März 1989  | Deutschland | 1,88  | Außenangriff Annahme |
| 10  | Sven Kellermann    | 17. Juli 1987 | Deutschland | 2,03  | Mittelblock          |
| 15  | Jan Kolakowski     | 5. Mai 2001   | Deutschland | 1,96  | Mittelblock          |
| 16  | Perica Stanic      | 5. Jan. 1992  | Kroatien    | 1,96  | Außenangriff Annahme |
| 18  | Michal Dzierwa     | 18. Apr. 1988 | Polen       | 1,97  | Diagonal             |

### Bundesliga-Reserve
Der Kader des SV Schwaig II bestand in der Spielzeit 2018/19 aus zwölf Spielern.
In der Regionalliga Süd Ost stand die Bundesliga Reserve in den Saisonen 2017/18 und 2018/19 jeweils unter den ersten drei Plätzen zum Aufstieg in die Dritte Liga. Chefcoach des Teams war Christian Schwabe.
| Nr. | Name                | Geburtsdatum     | Nation      | Größe  | Position             |
| --- | ------------------- | ---------------- | ----------- | ------ | -------------------- |
| 3   | Philipp Schulz      | 21. Februar 1996 | Deutschland | 1,95 m | Mittelblock          |
| 2   | Joshua Schneider    | 2001             | Deutschland | 1,91 m | Außenangriff Annahme |
| 4   | Luca Russelmann     | 11. März 2000    | Deutschland | 1,80 m | Zuspiel              |
| 5   | David Walter        | 1994             | Deutschland | 1,99 m | Mittelblock          |
| 6   | Jonas Schubert      | 16. März 2000    | Deutschland | 1,81 m | Zuspiel              |
| 7   | Philipp Lamberti    | 15. Januar 1998  | Deutschland | 1,94 m | Mittelblock          |
| 8   | Felix               | 1997             | Deutschland | 1,88 m | Außenangriff Annahme |
| 9   | David Forster       | 6. Januar 1997   | Deutschland | 1,91 m | Diagonal             |
| 10  | Harry Schlegel      | 21. August 1988  | Deutschland | 1,93 m | Universal            |
| 11  | Alexander Mühlbauer | 11. April 1998   | Deutschland | 1,74 m | Libero               |
| 13  | Benjamin Genenger   | 12. Januar 1999  | Deutschland | 1,87 m | Außenangriff Annahme |
| 15  | Jan Kolakowski      | 5. Mai 2001      | Deutschland | 1,96 m | Mittelblock          |

Im Jahr 2019 wechselten drei Spieler in die 3. Liga. Libero Alexander Mühlbauer wurde von Michael Mayer an den Inn zum TSV Mühldorf geholt, mit dem er in die 2. Bundesliga aufstieg. Zuspieler Luca Russelmann zog es an die Gröbenrieder Straße zum ASV Dachau und Joshua Schneider wechselte aus Studiengründen zum TSV Eibelstadt.

## Fußball
Die erste Mannschaft der Fußballabteilung des SV Schwaig spielt in der Saison 2022/23 in der Bezirksliga.